# 熊本県道311号新山原水線
熊本県道311号新山原水線（くまもとけんどう311ごう しんやまはらみずせん）は、熊本県菊池郡菊陽町を通る一般県道である。

## 概要

### 路線データ
- 起点：熊本県菊池郡菊陽町大字新山2丁目（熊本県道316号住吉熊本線交点）
- 終点：熊本県菊池郡菊陽町大字原水（熊本県道337号熊本菊陽線交点）

## 路線状況

### 重複区間
- 熊本県道138号辛川鹿本線バイパス（菊池郡菊陽町大字新山1丁目 - 菊池郡菊陽町大字原水）

## 地理

### 通過する自治体
- 菊池郡菊陽町

### 交差する道路
| 交差する道路                                    | 交差する場所  | 交差する場所 |
| ----------------------------------------------- | ------------- | ------------ |
| 熊本県道316号住吉熊本線                         | 大字新山2丁目 | 起点         |
| 熊本県道138号辛川鹿本線 / バイパス 重複区間起点 | 大字新山1丁目 |              |
| 熊本県道138号辛川鹿本線 / バイパス 重複区間終点 | 大字原水      |              |
| 熊本県道138号辛川鹿本線 / 旧道                  | 大字原水      |              |
| 熊本県道337号熊本菊陽線                         | 大字原水      | 終点         |

### 交差する鉄道
- 豊肥本線

### 沿線
- JR九州豊肥本線 原水駅
- 光の森